# Norge i olympiska sommarspelen 1920
Norge deltog med 194 deltagare vid de olympiska sommarspelen 1920 i Antwerpen. Totalt vann de trettioen medaljer och slutade på sjätte plats i medaljligan.

## Medaljer

### Guld
- Helge Løvland - Friidrott, tiokamp
- Erik Herseth, Sigurd Holter, Ingar Nielsen, Ole Sørensen, Petter Jamvold, Gunnar Jamvold och Claus Juell - Segling, 10 m-klass (1907 års ranking)
- Charles Arentz, Willy Gilbert, Robert Giertsen, Arne Sejersted, Halfdan Schjøtt, Trygve Schjøtt och Otto Falkenberg - Segling, 10 m-klass (1919 års ranking)
- Henrik Østervold, Jan Østervold, Ole Østervold, Hans Næss, Halvor Møgster, Halvor Birkeland, Rasmus Birkeland, Kristian Østervold och Lauritz Christiansen - Segling, 12 m-klass (1907 års ranking)
- Johan Friele, Olaf Ørvig, Arthur Allers, Christen Wiese, Martin Borthen, Egill Reimers, Kaspar Hassel, Thor Ørvig och Erik Ørvig - Segling, 12 m-klass (1919 års ranking)
- Andreas Brecke, Paal Kaasen och Ingolf Rød - Segling, 6 m-klass (1919 års ranking)
- Carl Ringvold, Thorleif Holbye, Tellef Wagle, Kristoffer Olsen och Alf Jacobsen - Segling, 8 m-klass (1907 års ranking)
- Magnus Konow, Reidar Marthiniussen, Ragnar Vik och Thorleif Christoffersen - Segling, 8 m-klass (1919 års ranking)
- Ole Lilloe-Olsen - Skytte, 100 m springande hjort, dubbla skott
- Harald Natvig, Ole Lilloe-Olsen, Einar Liberg, Hans Nordvik och Thorstein Johansen - Skytte, 100 m springande hjort, dubbla skott lag
- Otto Olsen - Skytte, 100 m springande hjort, enkelt skott
- Harald Natvig, Otto Olsen, Ole Lilloe-Olsen, Einar Liberg och Hans Nordvik - Skytte, 100 m springande hjort, enkelt skott lag
- Otto Olsen - Skytte, 300 m militärgevär, liggande

### Silver
- Sverre Sörsdal - Boxning, lätt tungvikt
- Alf Aanning, Karl Aas, Jørgen Andersen, Gustav Bayer, Jørgen Bjørnstad, Asbjørn Bodahl, Eilert Bøhm, Trygve Bøyesen, Ingolf Davidsen, Håkon Endreson, Jacob Erstad, Harald Færstad, Hermann Helgesen, Petter Hol, Otto Johannessen, John Anker Johansen, Torbjørn Kristoffersen, Henrik Nielsen, Jacob Opdahl, Arthur Rydstrøm, Frithjof Sælen, Bjørn Skjærpe, Wilhelm Steffensen, Olav Sundal, Reidar Tønsberg, Lauritz Wigand-Larsen - Gymnastik, fritt system, lag
- Andreas Krogh - Konståkning, singel
- Alexia Bryn och Yngvar Bryn - Konståkning, par
- Einar Torgensen, Andreas Knudsen och Leif Erichsen - Segling, 6 m-klass (1907 års ranking)
- Christian Dick, Sten Abel, Niels Nielsen och Johann Faye - Segling, 7 m-klass
- Jens Salvesen, Lauritz Schmidt, Finn Schiander, Nils Thomas och Ralph Tschudi - Segling, 8 m-klass (1919 års ranking)
- Otto Olsen, Albert Helgerud, Olaf Sletten, Østen Østensen och Jacob Onsrud - Skytte, 300 m + 600 m militärgevär, lag
- Østen Østensen, Otto Olsen, Olaf Sletten, Ludvig Larsen och Harald Natvig - Skytte, frigevär, lag

### Brons
- Frithjof Andersen - Brottning, grekisk-romersk stil, lättvikt
- Martin Stixrud - Konståkning, singel
- Tollef Tollefsen, Thoralf Hagen, Theodor Nag, Conrad Olsen, Adolf Nilsen, Haakon Ellingsen, Thore Michelsen, Arne Mortensen och Karl Nag - Rodd, åtta med styrman
- Birger Var, Theodor Klem, Henry Larsen, Per Gulbrandsen och Thoralf Hagen - Rodd, fyra med styrman
- Henrik Agersborg, Trygve Pedersen och Einar Berntsen - Segling, 6 m-klass (1907 års ranking)
- Einar Liberg - Skytte, 100 m springande hjort, dubbla skott
- Harald Natvig - Skytte, 100 m springande hjort, enkelt skott
- Østen Østensen, Olaf Sletten, Anton Olsen, Sigvart Johansen och Albert Helgerud - Skytte, 50 m miniatyrgevär lag